# لو لانداو
لِو داویدوویچ لاندائو (به روسی: Лев Давидович Ландау) زاده ۲۲ ژانویه ۱۹۰۸ در باکو – درگذشته ۱ آوریل ۱۹۶۸ در مسکو)، فیزیکدان یهودی‌تبار شوروی و برنده جایزه نوبل فیزیک بود که خدمات با ارزشی در مباحث مختلف فیزیک نظری انجام داد. از جمله کارهای او می‌توان به تئوری کوانتومی دیامغناطیس، نظریه ابرمیعان و نظریه گذار فاز درجه دو، نظریه گینزبورگ-لانداو در ابررسانایی، اصطکاک لانداو در نظریه پلاسما و همچنین قطب لانداو در الکترودینامیک کوانتوم اشاره کرد. از لِو لانداو به خاطر پژوهش‌های با ارزشش در مورد ابرمیعان، در سال ۱۹۶۲ با جایزه نوبل فیزیک قدردانی شد.

## نجات از مرگ
لو لانداو در ۷ ژانویه ۱۹۶۲ در اثر تصادف با خودرو دچار ضایعات وسیعی شد که به کمک یکصد تن پزشک و کارشناس معروف شوروی که در مسکو حضور داشتند وی را از مرگ حتمی نجات دادند و این مجموعه عمل‌های جراحی را بزرگترین عمل نجات بخشی تاریخ نامیدند.